# Veliš (Jičínská pahorkatina)
Veliš (429 m n. m.) je vrch v okrese Jičín Královéhradeckého kraje, v turistickém regionu Český ráj. Leží asi 4 km jihozápadně od Jičína. Je to nejvyšší vrchol Jičíněveské pahorkatiny. Na severozápadním svahu leží obec Podhradí, v jejímž katastrálním území se vrch nalézá. Na jižním svahu leží stejnojmenná obec Veliš.

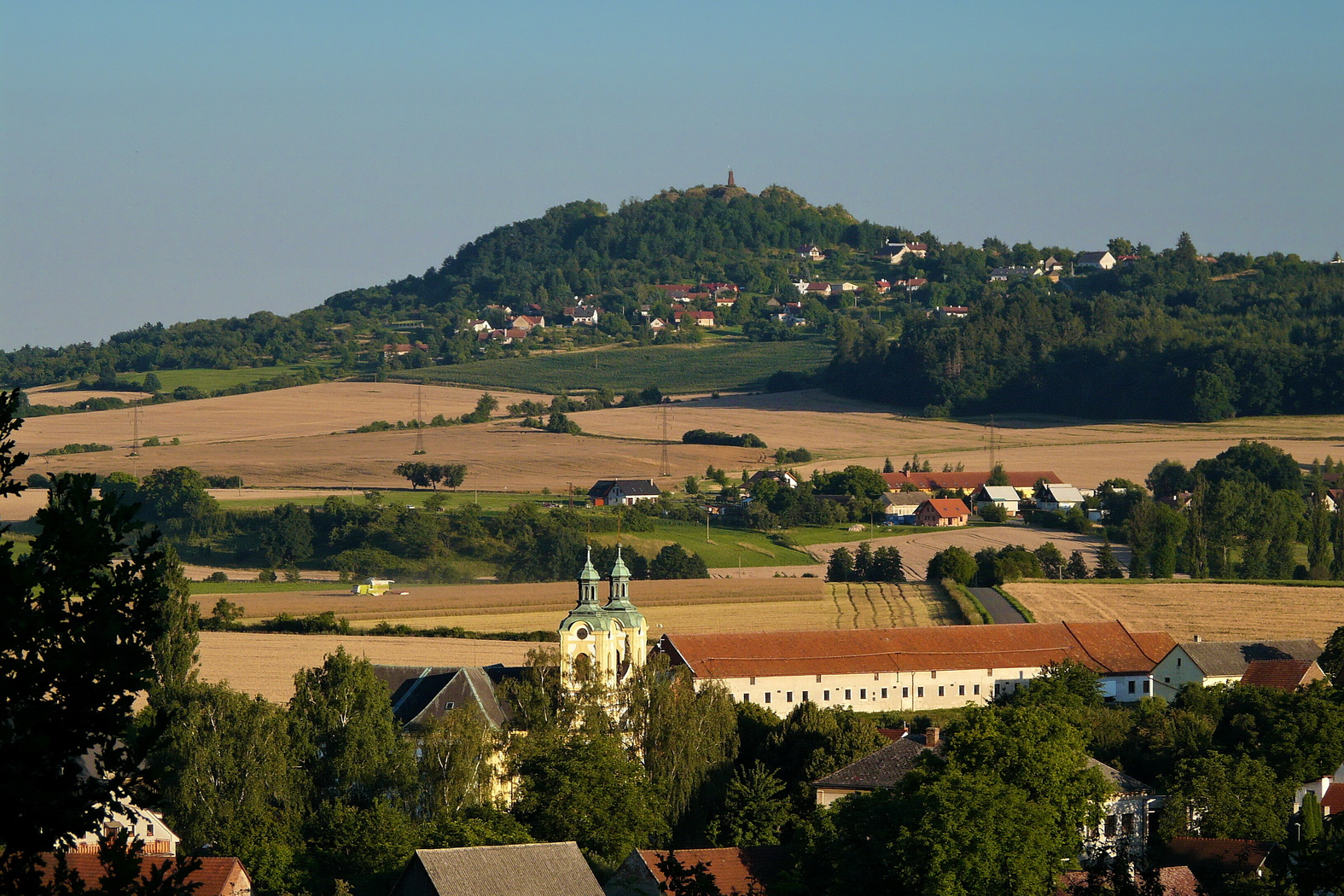
Ostružno, Podhradí a Veliš ze Svaté Anny

Na úpatí všech stran vrchu rostou převážně ovocné stromy, na temeni tráva.
Vrch Veliš se nachází v jihovýchodním zakončení Velišského hřbetu, jehož je nejvyšším vrcholem.
Intenzivní těžba v kamenolomu probíhala v 19. století. S těžbou se skončilo v roce 1879 z důvodu zachování významného trigonometrického bodu (TB  17) – zděného observačního sloupu, který má status technické kulturní památky. Sloup stojí na jižní vrcholové partii oddělené lomovou propastí. Z vrcholu Veliše se nabízí krásný kruhový rozhled, zejména na Jičínsko, Český ráj, Kozákovský hřbet a Krkonoše.

## Geomorfologické zařazení
Vrch náleží do celku Jičínská pahorkatina, podcelku Turnovská pahorkatina, okrsku Jičíněveská pahorkatina, podokrsku Velišský hřbet.

## Hrad Veliš
Na Veliši kdysi stával stejnojmenný, původně královský hrad Veliš, postavený pravděpodobně Václavem II. a písemně poprvé uváděný roku 1316. Z hradu se dodnes zachovaly jen velmi nepatrné pozůstatky, které jsou pevně spojeny s čedičovým základem vrchu, nejasně vyznačené přístupové cesty a terasovitě upravený jižní vrchol.

## Přístup
Na vrchol vede odbočka žluté turistické značky z Jičína do Ostružna. Automobilem lze dojet z několika stran do Podhradí a odtud pokračovat pěšky asi 400 metrů na vrchol.

## Galerie

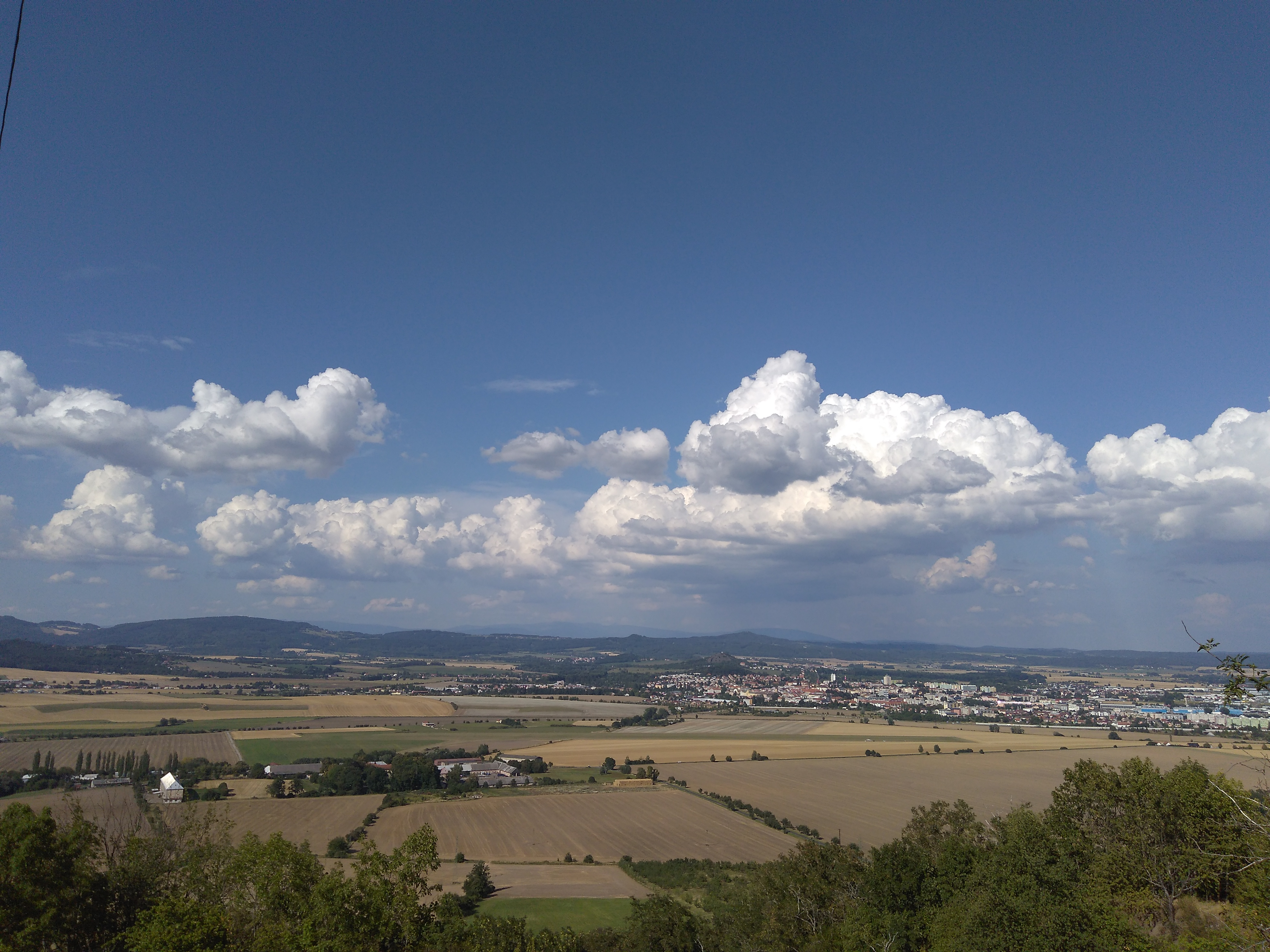
Pohled směrem na Krkonoše
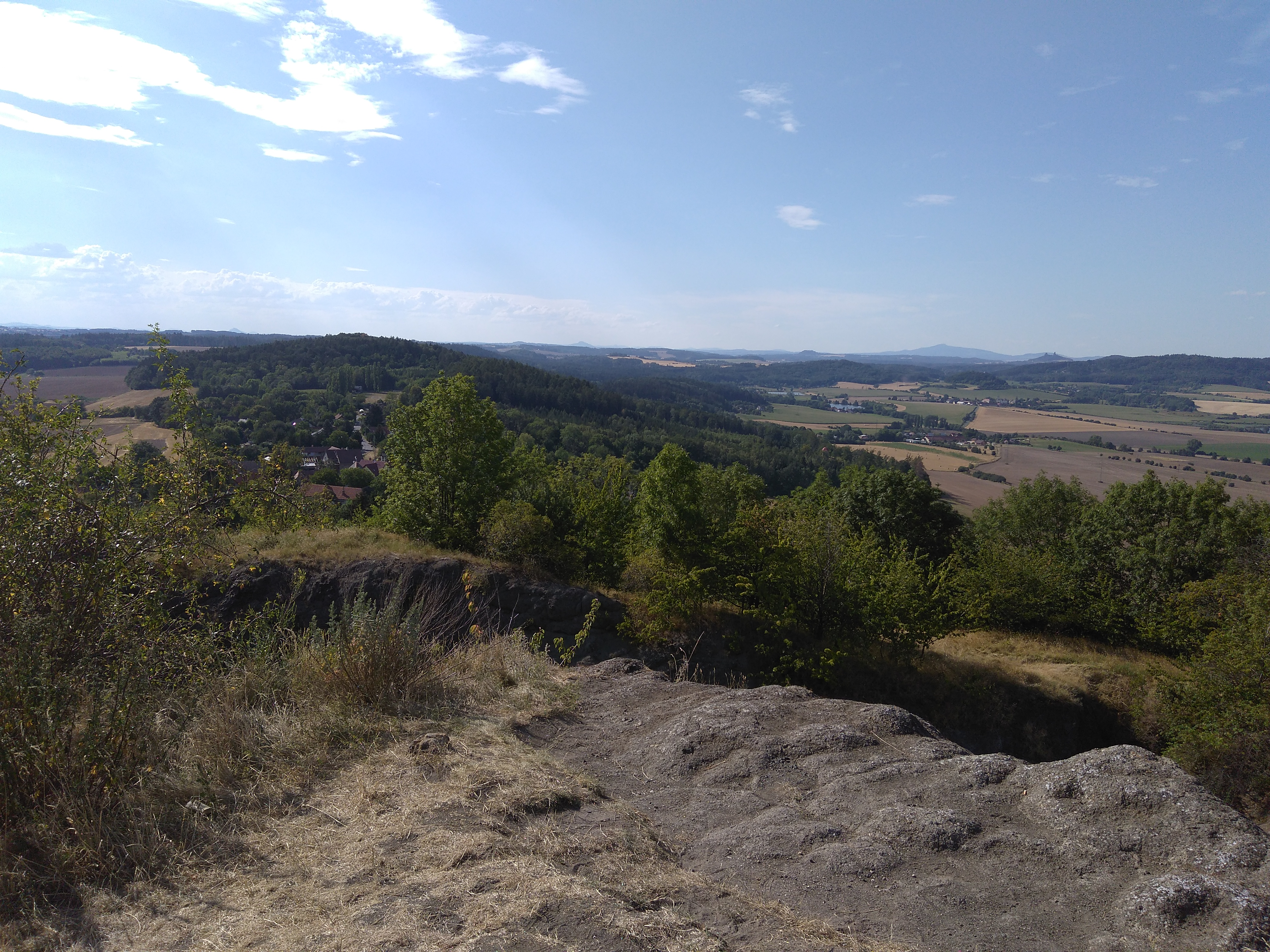
Výhled směrem na severozápad. Zprava jsou vidět Trosky a Ještěd, uprostřed Ralsko a vlevo Bezděz